# Kaple Navštívení Panny Marie (Teplá-Třebenice)
Kaple Navštívení Panny Marie v Teplé u Třebenic je sakrální stavba. Duchovní správou patří pod farnost Sutom.

## Historie
Původní barokní kaple byla postavena nad léčivým železitým pramenem, který byl objeven v roce 1710. Kaple se brzy stala oblíbeným poutním místem. Původní dřevěná kaple byla v roce 1768 stržena a nahrazena zděnou kaplí. Pramen byl využíván k léčebným koupelím do roku 1850. Současná podoba kaple pochází z roku 1854.

## Architektura
Jedná se o obdélnou stavbu s trojbokým závěrem. Kaple má hladké stěny s opěrnými pilíři, obloučkový vlys a polokruhově uzavřená okna. Nad závěrem kaple se nachází sanktusník. Loď i presbytář jsou sklenuty plackou. Triumfální oblouk je hladký, polokruhový.

## Zařízení
Uvnitř se nacházela kopie obrazu tzv. Klatovské Madony, uctívané coby ochránkyně před dobytčím morem. Kopie byla namalována v 18. století. Tato barokní kopie byla však v roce 1993 ukradena a nahrazena posléze věrnou kopií původního obrazu. Dále je uvnitř barokní busta svatého Víta z 18. století.